# آیکو آسانو
آیکو آسانو (انگلیسی: Aiko Asano; ۲ مارس ۱۹۶۹ – ) بازیگر، خواننده اهل ژاپن بود.